# Anne Perry
Anne Perry (ur. jako Juliet Marion Hulme 28 października 1938 w Blackheath, zm. 11 kwietnia 2023 w Los Angeles) – angielska pisarka historycznych kryminałów, najbardziej znana z serii o Thomasie Pitcie oraz Williamie Monku. W 1954 roku, w wieku piętnastu lat, została skazana za udział w zabójstwie matki swojej przyjaciółki. Zmieniła nazwisko po odbyciu pięcioletniego wyroku.

## Życiorys
Urodziła się w Blackheath w Londynie. Jej ojcem był fizyk, doktor Henry Rainsford Hulme. Ponieważ chorowała na gruźlicę, została wysłana na Karaiby i do RPA w nadziei, że cieplejszy klimat poprawi jej zdrowie. Powróciła do swojej rodziny, gdy miała 13 lat, po tym jak jej ojciec objął stanowisko rektora Canterbury University College w Nowej Zelandii. Uczęszczała do Christchurch Girls’ High School, mieszczącego się w historycznym budynku Cranmer Centre. Wtedy zaprzyjaźniła się z Pauline Parker, z którą razem dokonała morderstwa na Honorah Rieper (matce Pauline).

## Publikacje

### Seria z Thomasem Pittem
1. The Cater Street Hangman (1979)
2. Callander Square (1980)
3. Paragon Walk (1981)
4. Resurrection Row (1981)
5. Rutland Place (1983)
6. Bluegate Fields (1984)
7. Death in the Devil’s Acre (1985)
8. Cardington Crescent (1987)
9. Silence in Hanover Close (1988)
10. Bethlehem Road (1990)
11. Highgate Rise (1991)
12. Belgrave Square (1992)
13. Farrier’s Lane (1993)
14. The Hyde Park Headsman (1994)
15. Brama zdrajców (ang. Traitors’ Gate, 1995, w Polsce w 2010 przez Zysk i s-ka)
16. Klub Ognia Piekielnego (ang.Pentecost Alley, 1996, w Polsce w 2013 przez Zysk i s-ka)
17. Ashworth Hall (1997)
18. Brunswick Gardens (1998)
19. Bedford Square (1999)
20. Half Moon Street (2000)
21. The Whitechapel Conspiracy (2001)
22. Southampton Row (2002)
23. Seven Dials (2003)
24. Long Spoon Lane (2005)
25. Buckingham Palace Gardens (2008)
26. Betrayal at Lisson Grove (USA: Treason at Lisson Grove) (2011)
27. Dorchester Terrace (2012)
28. Midnight at Marble Arch (2013)
29. Death on Blackheath (2014)
30. The Angel Court Affair (2015)
31. Treachery at Lancaster Gate (2016)
32. Murder on the Serpentine (2016)

### Seria z Danielem Pittem
1. Twenty-One Days (2017)
2. Triple Jeopardy (2018)

### Seria z  Williamem Monkiem
1. Śmierć nieznajomego (ang. The Face of a Stranger ,1990, w Polsce w 2012 przez Zysk i s-ka)
2. A Dangerous Mourning (1991)
3. Defend and Betray (1992)
4. A Sudden, Fearful Death (1993)
5. The Sins of the Wolf (1994)
6. Cain His Brother (1995)
7. Weighed in the Balance (1996)
8. The Silent Cry (1997)
9. A Breach of Promise (alternatywny tytuł: Whited Sepulchres) (1997)
10. The Twisted Root (1999)
11. Slaves of Obsession (alternatywny tytuł: Slaves and Obsession) (2000)
12. Pogrzeb we fiolecie (ang. A Funeral in Blue, 2001, w Polsce w 2011 przez Zysk i s-ka)
13. Death of a Stranger (2002)
14. The Shifting Tide (2004)
15. Dark Assassin (2006)
16. Execution Dock (2009)
17. Acceptable Loss (2011)
18. A Sunless Sea (2012)
19. Blind Justice (2013)
20. Blood on the Water (2014)
21. Corridors of the Night (2015)
22. Revenge in a Cold River (2016)
23. An Echo of Murder (2017)
24. Dark Tide Rising (2018)

### Seria The World War I
1. No Graves As Yet (2003)
2. Shoulder the Sky (2004)
3. Angels in the Gloom (2005)
4. At Some Disputed Barricade (2006)
5. We Shall Not Sleep (2007)

### The Christmas stories
1. Świąteczna podróż (ang. A Christmas Journey, 2003, w Polsce w 2009 przez Zysk i s-ka)
2. A Christmas Visitor (2004)
3. A Christmas Guest (2005)
4. A Christmas Secret (2006)
5. A Christmas Beginning (2007)
6. A Christmas Grace (2008)
7. A Christmas Promise (2009)
8. A Christmas Odyssey (2010)
9. A Christmas Homecoming (2011)
10. A Christmas Garland (2012)
11. A Christmas Hope (2013)
12. A New York Christmas (2014)
13. A Christmas Escape (2015)
14. A Christmas Message (2016)
15. A Christmas Return (2017)
16. A Christmas Revelation (2018)

### The Christmas Collections
1. An Anne Perry Christmas: Two Holiday Novels (2006) – zawiera A Christmas Journey (2003) i A Christmas Visitor (2004)
2. Anne Perry’s Christmas Mysteries: Two Holiday Novels (2008) – zawiera A Christmas Guest (2005) i A Christmas Secret (2006)
3. Anne Perry’s Silent Nights: Two Victorian Christmas Mysteries (2009) – zawiera A Christmas Beginning (2007) i A Christmas Grace (2008)
4. Anne Perry’s Christmas Vigil: Two Victorian Holiday Mysteries (2011) – zawiera A Christmas Promise (2009) i A Christmas Odyssey (2010)

### PowieściFantasy
1. Tathea (1999)
2. Come Armageddon (2001)

### Powieściyoung adult
1. Tudor Rose (2011)
2. Rose of No Man’s Land (2011)
3. Blood Red Rose (2012)
4. Rose Between Two Thorns (2012)

### Pozostałe
- The One Thing More (2000)
- A Dish Taken Cold (2001)
- Death by Horoscope (2001, zbiór opowiadań różnych autorów)
- Much Ado About Murder (2002, zbiór opowiadań różnych autorów)
- Death By Dickens (2004, zbiór opowiadań różnych autorów)
- I'd Kill For That (2004, jedna powieść napisana przez wielu autorów)
- Letters From The Highlands (2004)
- Thou Shalt Not Kill: Biblical Mystery Stories (2005, zbiór opowiadań różnych autorów)
- Heroes (Most Wanted) (2007)
- The Sheen on the Silk: A Novel (2010)
- The Scroll (Short Story) (2013)